# Ладушкин
Ладушкин (рус. Ладушкин) град је у Русији у Калињинградској области. Према попису становништва из 2010. у граду је живело 3787 становника.

## Становништво
| 1939. | 1959. | 1970. | 1979. | 1989. | 2002. | 2010. |
| ----- | ----- | ----- | ----- | ----- | ----- | ----- |
| 1.253 | 1.651 | 2.285 | 2.871 | 3.108 | 3.796 | 3.787 |